# Koledarski nemiri v Rigi
Koledarski nemiri v Rigi so bili vrsta uporov meščanov Rige med letoma 1584 in 1589 proti oblasti riškega mestnega sveta in kralja Štefana Báthoryja, ki je izdal ukaz o uvedbi gregorijanskega koledarja. Meščani so v reformi videli uvedbo novih omejitev, nasprotovanje koledarju pa se je prepletlo s širšim bojem za oblast med patriciji, ki jih je zastopal mestni svet, in cehi, ki so zastopali meščane, pa tudi z novim valom preganjanja katoličanov.

## Vzroki
14. januarja 1581 je bil podpisan Drogičinski sporazum med svobodnim mestom Riga in poljsko-litovsko Republiko obeh narodov, ki je ohranil nekatere privilegije meščanov Rige, kasneje znane kot Štefanovi privilegiji. 
Leta 1582 je Republika obeh narodov na podlagi kraljevega odloka sprejela novi koledar, ki ga je odobril papež Gregor XIII., po katerem je četrtku, 4. oktobra 1582, sledil petek, 15. oktobra. Katoliške države so v naslednjih letih postopoma uvajale novi koledar, protestantske države (Anglija, Švedska, Vojvodina Prusija in Vojvodstvo Kurlandija in Semgalija) in pravoslavne države (npr. Rusko carstvo) pa so še naprej uporabljale julijanski koledar. Gregorijanski koledar je bil pod vplivom protireformacije uveden tudi v Livonskem vojvodstvu, vendar mesto Riga ni hotelo upoštevati. Leta 1584 je kralj ponovil svoj ukaz posebej za Rigo in zagrozil z globo 10.000 dukatov, če bi se ne upošteval. 

## Dogodki
Jeseni 1584 sta se riški mestni svet in luteranska duhovščina pod vodstvom višjega pastorja Neinerja odločila, da božič praznujeta po novem koledarju. Odločitev je povzročila ogorčenje med meščani. 
Na božični dan, ko so bile luteranske cerkve skoraj prazne, ker prebivalstvo ni prepoznalo datuma, je drhal med bogoslužjem vdrla v cerkev sv. Jakoba. Napadla je duhovnike, razbila okna in uničila predmete, povezane s katoliškim bogoslužjem. Ikone, oltarje in transparente so zložili in sežgali na hribu Kube. Vse tisto, kar ni zgorelo, so vrgli v reko Dvino. Vandalizem je prizadel vse katoliške cerkve v Rigi. 
Rektor riške stolne šole Meller je med sejo sveta žalil kralja, zaradi česar ga je mestni grof  in deželni župan Nikolaj Ecke aretiral. Besna drhal ga je kmalu osvobodila in nadaljevala s plenjenjem ter uničevanjem domov Eckeja, Neinerja in predsednika sveta  Gottharda Vellinga. Nato je drhal vdrla v domove članov sveta, zvestih kraljevi oblasti, in jih uničevala. Med napadi sta bila ubita dva člana mestnega sveta.
Nemiri so se še stopnjevali pod neformalnim vodstvom odvetnika Martina Gieseja in vinarja Hansa Brinkena. Uporniki so zaprli mestna vrata in zasegli občinsko zakladnico. Oborožene patrulje meščanov so nadzorovale ulice in preprečevale organiziranje podpornikov patricijev, medtem ko so druge skupine plenile domove kraljevih podpornikov in katoliške cerkve. 
Nekaj časa so meščani imeli popoln nadzor nad Rigo. Ustrahovani mestni svet je z njimi podpisal premirje, v katerem je popustil glede verskih vprašanj, odpovedal uvedbo novega koledarja in omejil pristojnosti sveta, tako da je cehom podelil sodelovanje pri upravljanju mesta. Nemiri so se nadaljevali, vendar se je njihova narava spremenila v boj za oblast med različnimi mestnimi frakcijami, na primer med Velikim in Malim cehom. 
V Adaži so prispele kraljeve sile pod poveljstvom Jürgena von Farensbacha, v Spilveju  prečkale Dvino in začele graditi utrdbe. Martin Giese je odpotoval v Stockholm, da bi zaprosil Švedsko za zaščito Rige, vendar je bil zavrnjen. 9. decembra 1586 je kralj Stephen Báthory umrl. V medvladju so meščani zasegli vso katoliško lastnino in iz mesta izgnali preostale katoličane. Poskušali so celo z ofenzivo na kraljeve utrdbe v Spilveju. 
Leta 1589 je v Rigo prispel odposlanec novega poljsko-litovskega kralja Sigismunda III. Vase in sprejel več zahtev meščanov, vendar je Rigo prisilil aretirati Gieseja in Brinkena. Po mučenju so ju 2. avgusta 1589 kot upornika usmrtili. 26. avgusta je bil sklenjen tako imenovani Sporazum na dan svetega Severina, ki je obnovil staro mestno oblast, a ohranil nekatere cehovske pravice v mestni upravi. Riga je ohranila pravico do uporabe julijanskega koledarja in bila med zadnjimi mesti v Evropi, ki so prešli na gregorijanski koledar. To se je zgodilo šele leta 1919. 